# يوم النباج
يوم النباج و يسمى أيضًا يوم ثيتل وهو من أيام العرب قبل الإسلام، وكان لبني سعد من بني تميم على بكر بن وائل.
وكان من خبره أن قيس بن عاصم بن سنان المنقري التميمي جمع جموعاً من قومه بني كعب بن سعد بن زيد مناة بن تميم بن مر وأغار على النباج وهي قرية لبكر بن وائل، ولما اقتربوا من القرية سمعوا رجلاً يدعوا ويقول يا قيس أورد فتفاءلوا بذلك، ثم أغار قيس بمن معه على النباج وقتل من فيها من بكر بن وائل قتلاً شديداً، وأَسَر الأهتم بن سمي المنقري، حمران بن بشر بن عمرو بن مرثد سيد بني قيس بن ثعلبة من بكر بن وائل، وأَسَر فدكي بن أعبد المنقري جُثَامة الذهلي سيد اللهازم من بكر بن وائل، وأصاب قيس بن عاصم وقومه غنائم كثيرة.

## الشعر
قال ربيعة بن طريف بن تميم العنبري يمدح قيس بن عاصم ويذكر فعله:
وقال قرة بن قيس بن عاصم التميمي:
قال ياقوت الحموي في معجم البلدان: «يوم النباج وهو يوم مشهور أغار فيه قيس بن عاصم على بكر بن وائل فاستباحهم». وقال أبو عبيدة «النباج وثيتل قريتان في أرض بني شيبان من بكر بن وائل وفيهما مياه ونخل لهم، وقد غلبت بنو سعد من تميم عليهما» وذلك يدل على أن قيس بن عاصم بعد انتصاره على بكر بن وائل أجلاهم عن هذه المواضع وصارت لبني تميم.

## الموقع
ذكرت موسوعة المملكة العربية السعودية الصادرة من مكتبة الملك عبدالعزيز أن النباج و ثيتل هي أسماء أماكن في منطقة القصيم. وقال ياقوت الحموي في معجم البلدان "قال أبو منصور وفي بلاد العرب نباجان أحدهما على طريق البصرة يقال له نباج بني عامر وهو بحذاء فيد والآخر نباج بني سعد بالقريتين وقال غيره النباج منزل لحجاج البصرة وقيل النباج بين مكة والبصرة للكريزيين ونباج آخر بين البصرة واليمامة وبينه وبين اليمامة غبان لبكر بن وائل والغب مسيرة يومين وقال أبو عبيد الله السكوني النباج من البصرة على عشر مراحل وثيتل قريب من النباج وبهما يوم من أيام العرب مشهور لتميم على بكر بن وائل".